# Костянтинівка (Вінницький район)
Костянти́нівка — село в Україні, у Турбівській селищній громаді Вінницького району Вінницької області. Населення становить 749 осіб. До 2020 було центром сільської ради, до складу якої також входили села Чупринівка та Петрівка. Село розташоване вздовж річки Тиха Руда.
В селі була церква, яка побудована в 1852 році.. У 2012 році завершилось будівництво православного храму Київського патріархату св. Іоанна Богослова.
В селі є школа I—II ступенів.

## Герб
В лазуровому щиті козак на золотому коні вліво (за легендою засновник села), в чорній шапці, червоному жупані, лазурових штанях і чорних чоботях, який тримає срібного списа з червоним прапором. Синій колір символізує багатство місцевих ставків і природи. Прапор виступає як символ військової слави наших предків.

## Історія
Легенда розповідає, що в героїчні часи боротьби українського народу зі шляхтою і татарами поселилися на горбистій місцевості, яка нині зветься Ковалівкою, три козаки: Костянтин, Петро і Чуприну. Поки була небезпека нападів, вони використовували переваги цієї місцевості для оборони рідної землі. Після припинення спустошливих нападів козаки, поховавши мушкети, приступили до мирної праці. Роз'їхалися вони з пагорба в різні сторони і заклали свої господарства на берегах річки. У мирний край наїжджали нові переселенці, і незабаром біля козацьких дворів виникли села, які назвали іменами козаків: Костянтинівкою, Петрівкою і Чупринівкою.
Втім, легенда про заснування не більше ніж вигадка, та ж Петрівка отримала свою назву від власника — поміщика Петра Боржецького, імовірно, що й Костянтинівка за тогочасною традицією носить ім'я або поміщика-засновника, або його управлінця. Не кажучи, що всі ці назви фіксуються не раніше половини 18 століття, коли козаки залишились тільки на Лівобережжі.
Надворні ж козаки Божецького — це, у масі, не більш ніж місцеві селяни, що виконували поліцейсько-ополченські функції при пану і до козаків Війська Запорізького не мають відношення.

## Населення

### Мова
Розподіл населення за рідною мовою за даними перепису 2001 року:
| Мова            | Кількість | Відсоток |
| --------------- | --------- | -------- |
| українська      | 740       | 98.80%   |
| російська       | 6         | 0.81%    |
| румунська       | 1         | 0.13%    |
| польська        | 1         | 0.13%    |
| інші/не вказали | 1         | 0.13%    |
| Усього          | 749       | 100%     |

## Відомі люди

### Народилися
- Лисак Надія Петрівна — українська радянська діячка, маляр Жмеринської дистанції цивільних споруд Південно-Західної залізниці. Депутат Верховної Ради УРСР 11-го скликання.
- Анатолій Пацатий — український спортсмен (бокс), спортивний суддя.

## Галерея

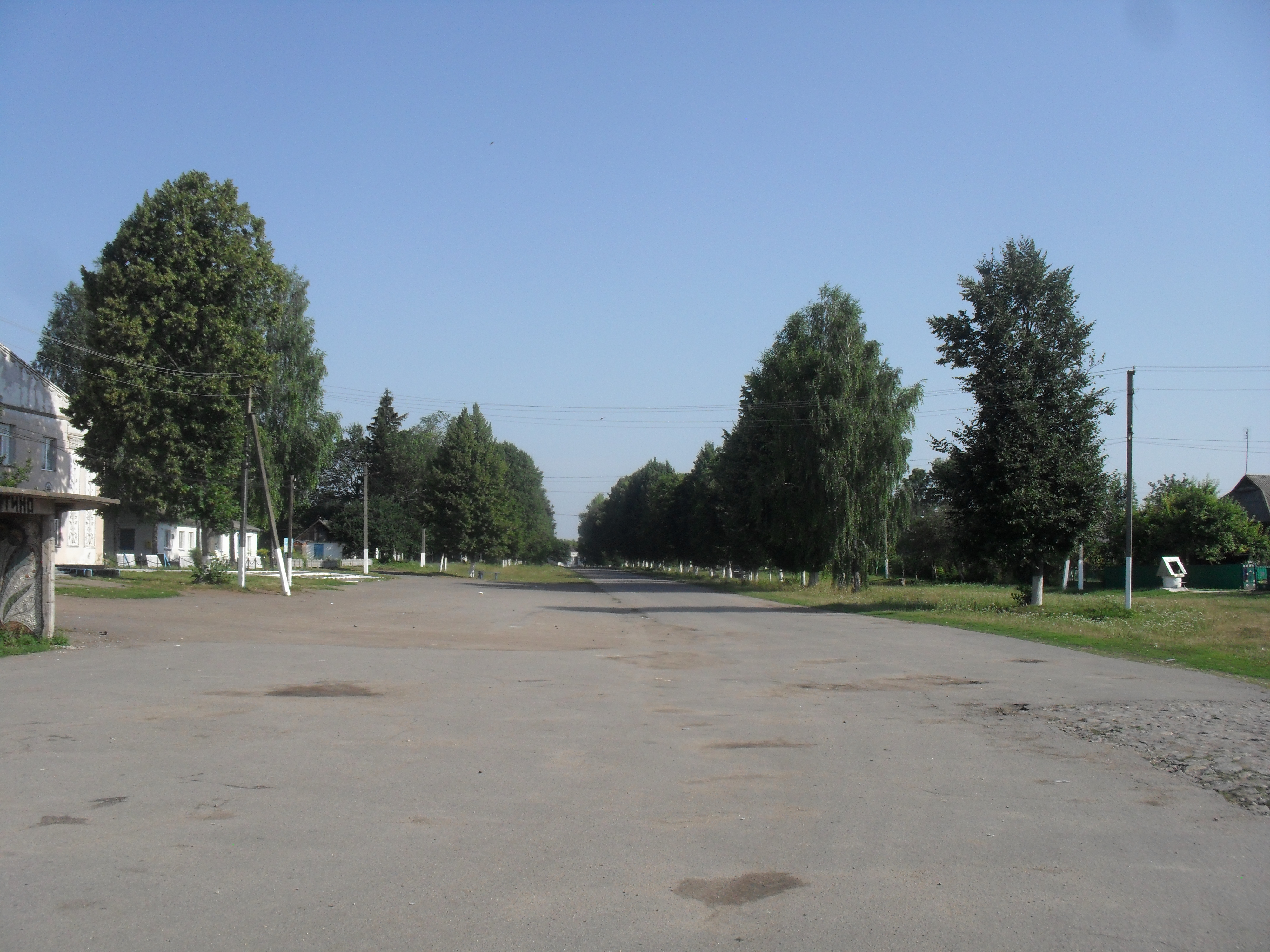
У центральній частині села
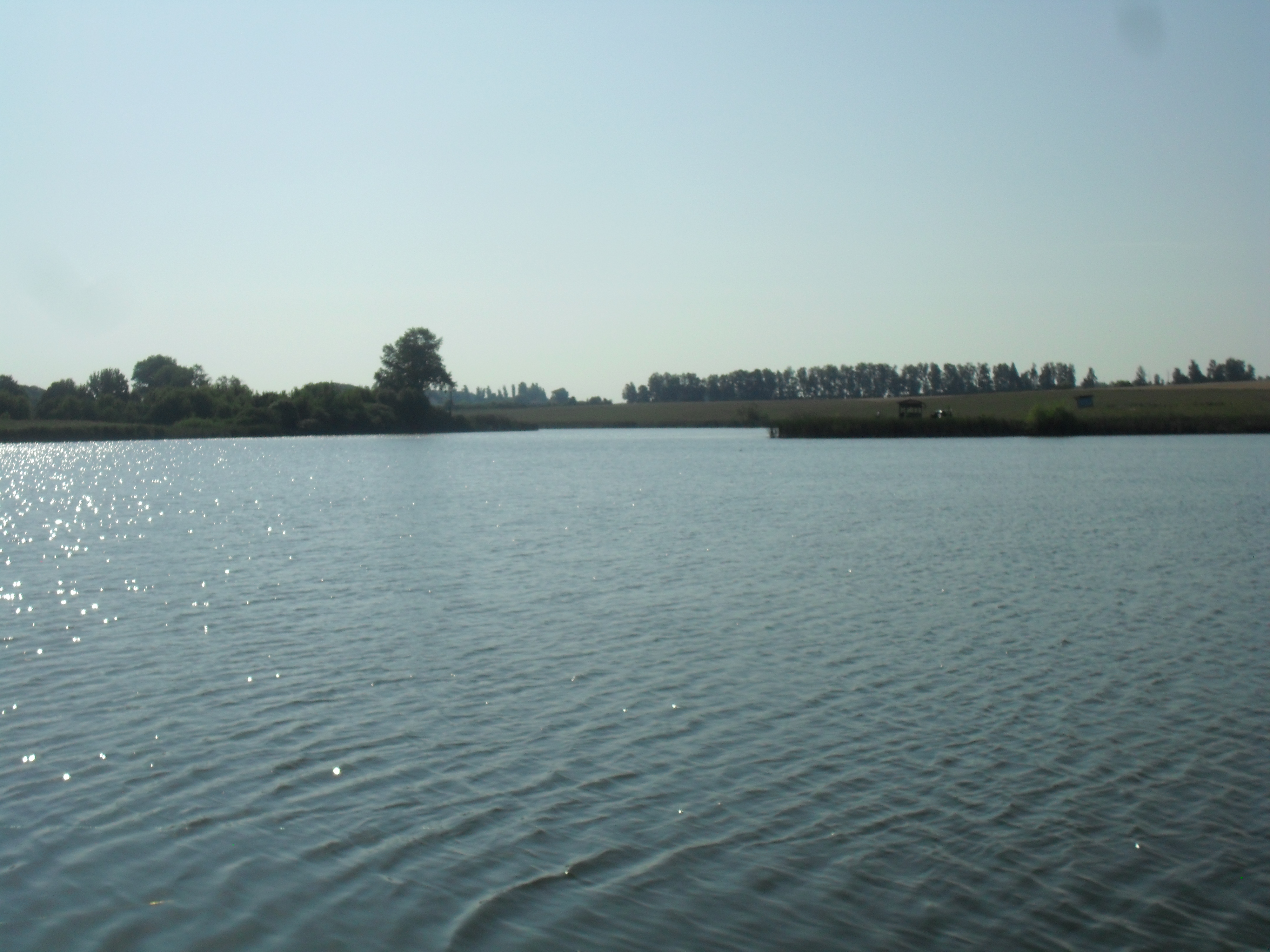
Ставок неподалік села
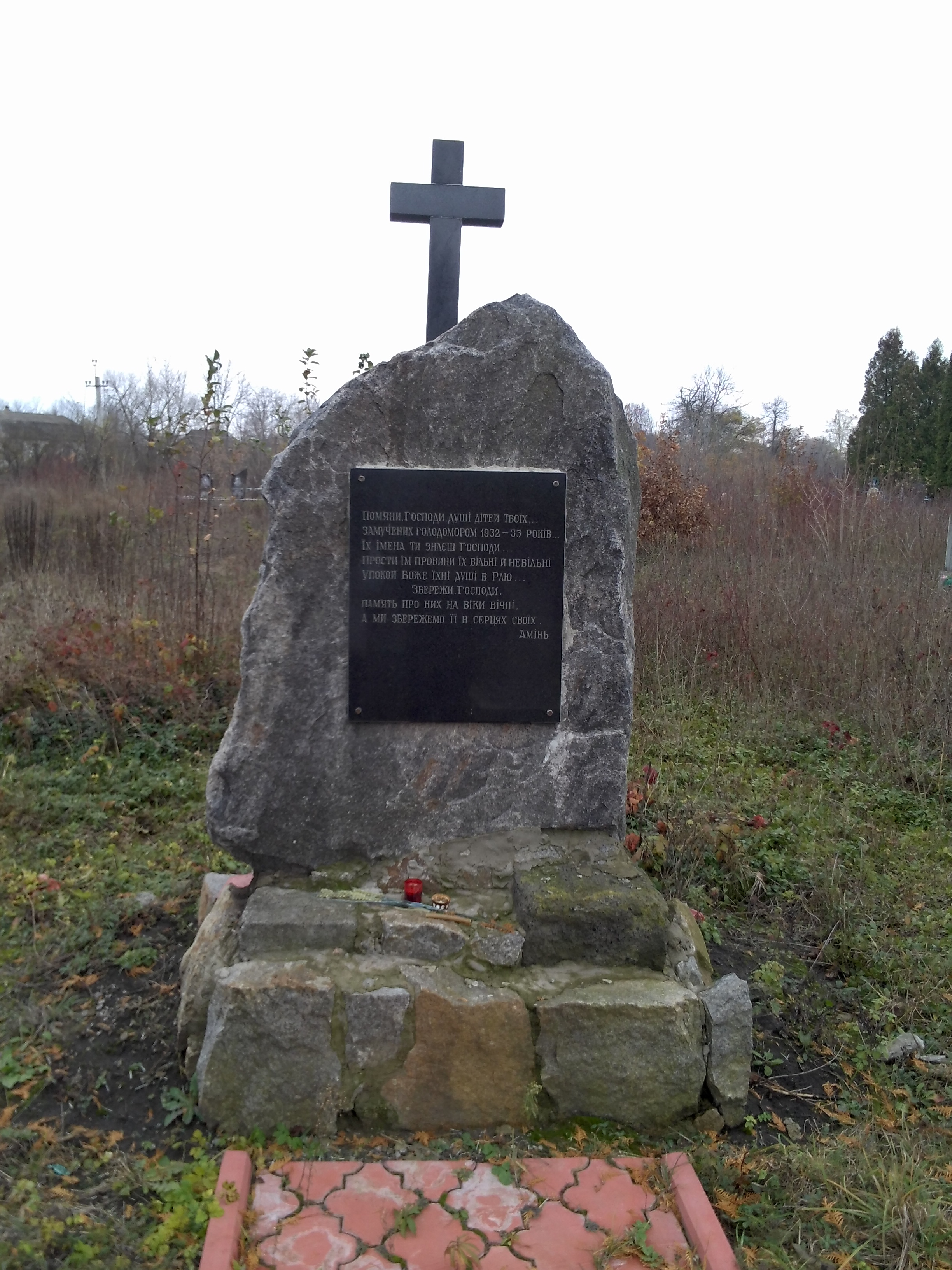
Пам'ятник жертвам Голодомору на кладовищі
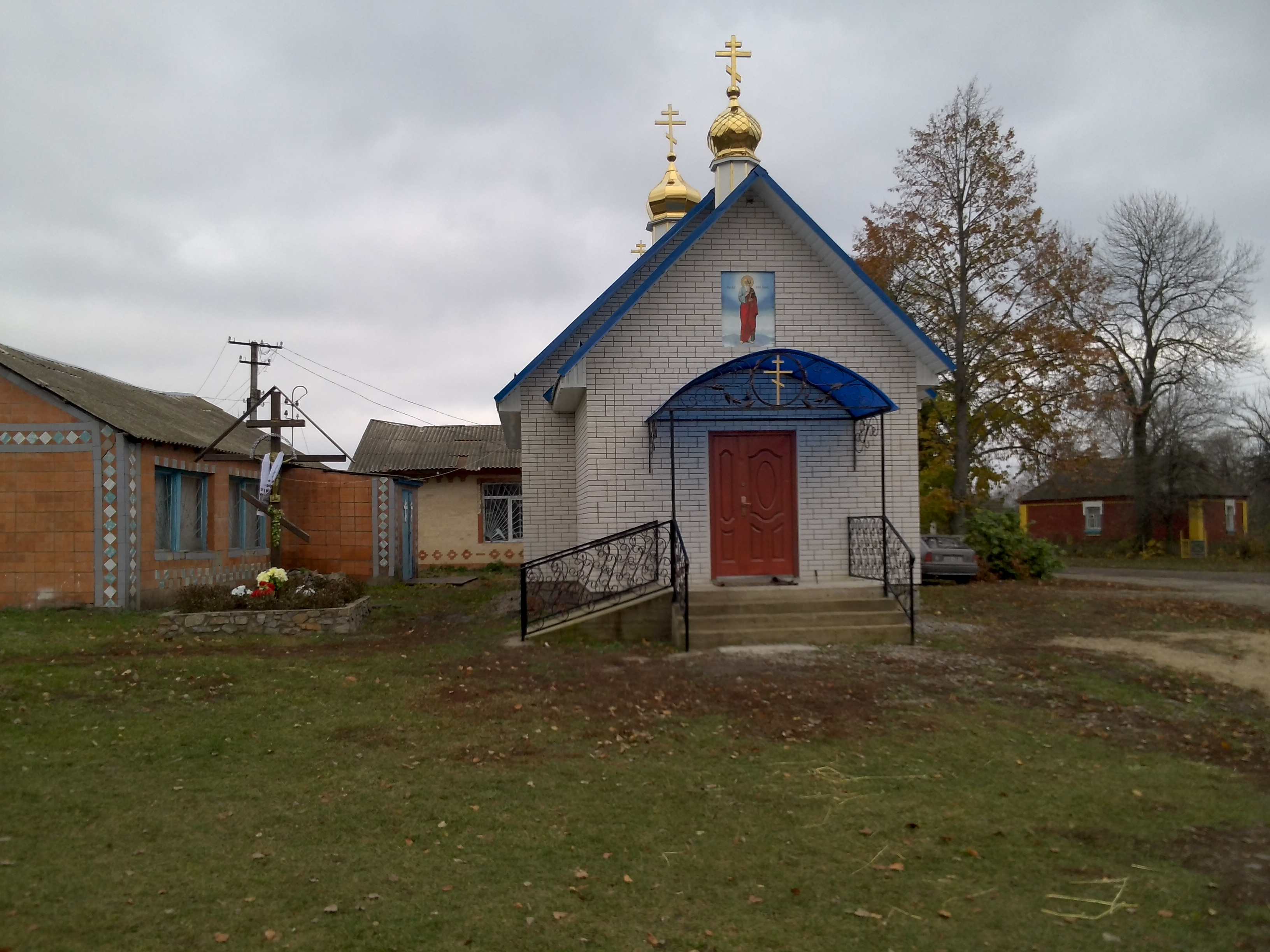
Церква
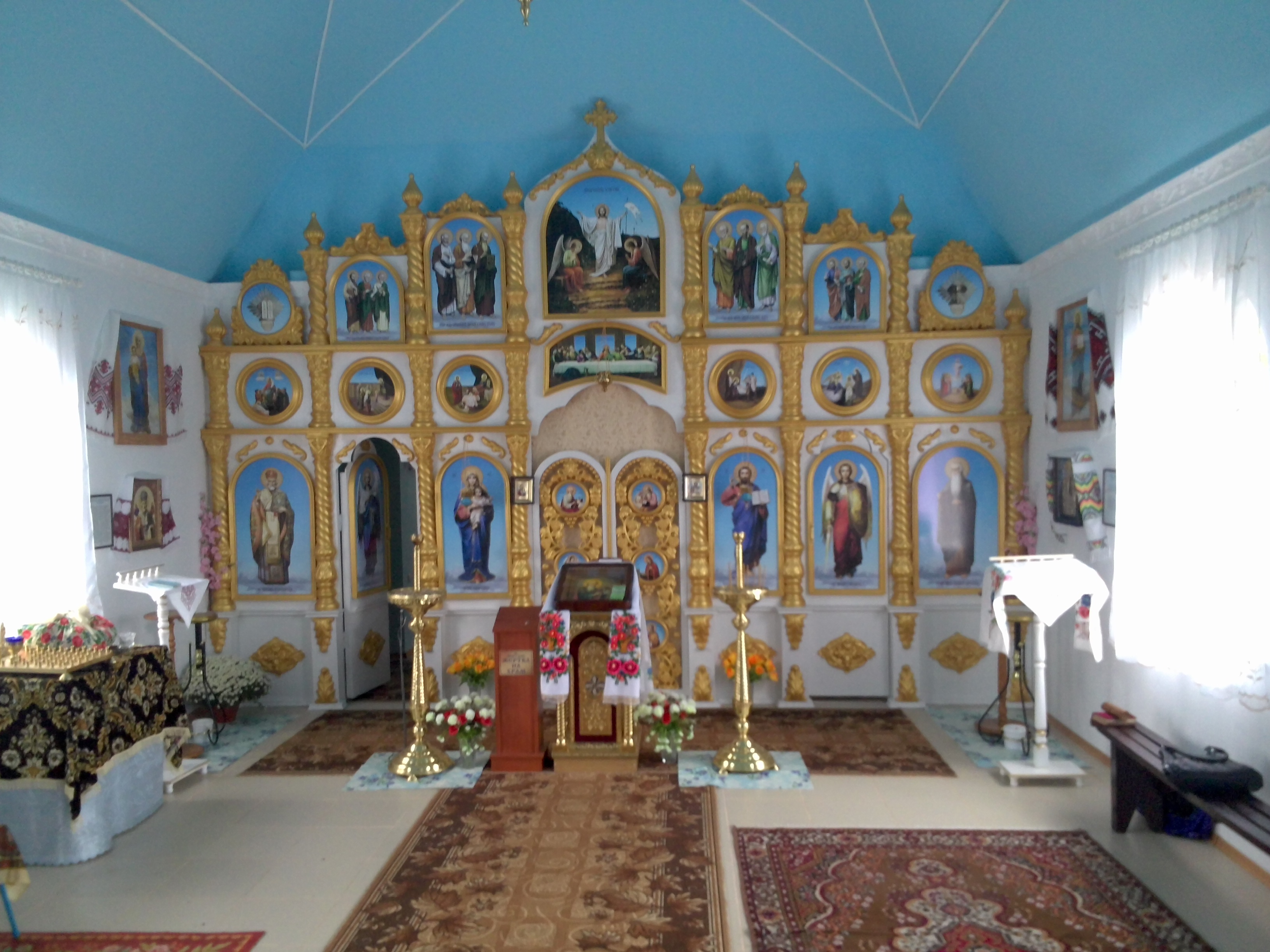
Всередині церкви
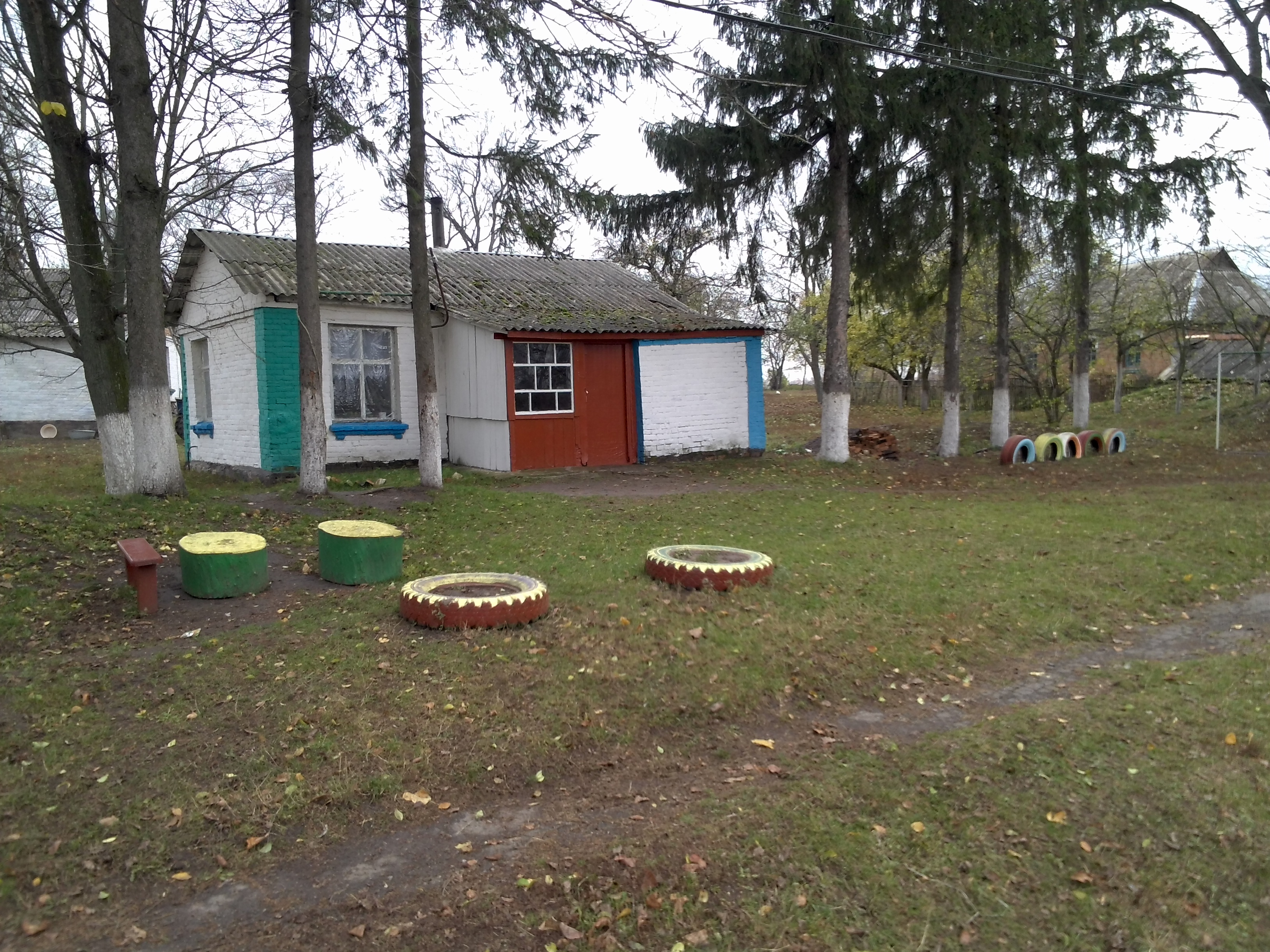
Початкова школа (2 класи)
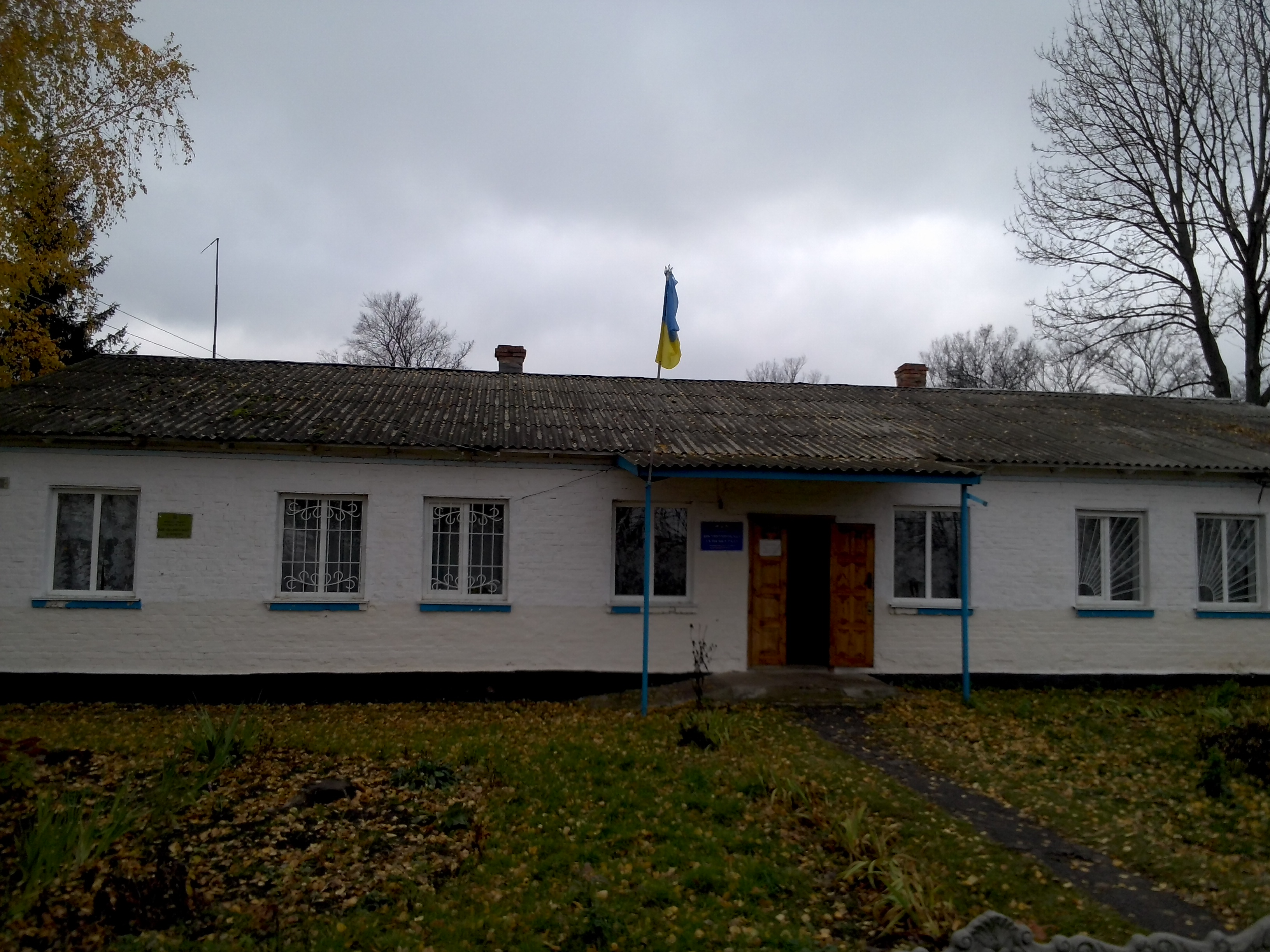
Сільська рада
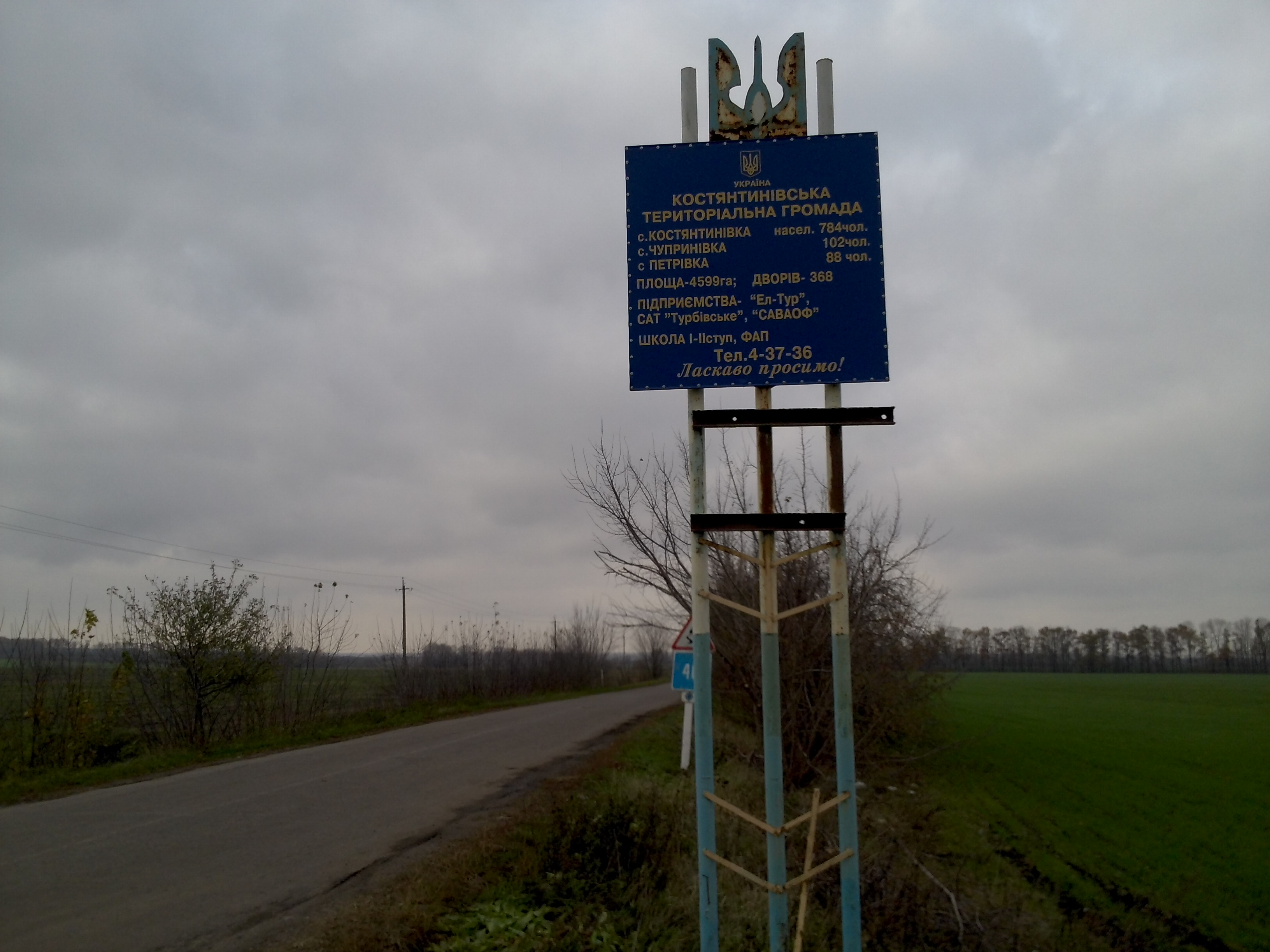
При в'їзді до територіальної громади
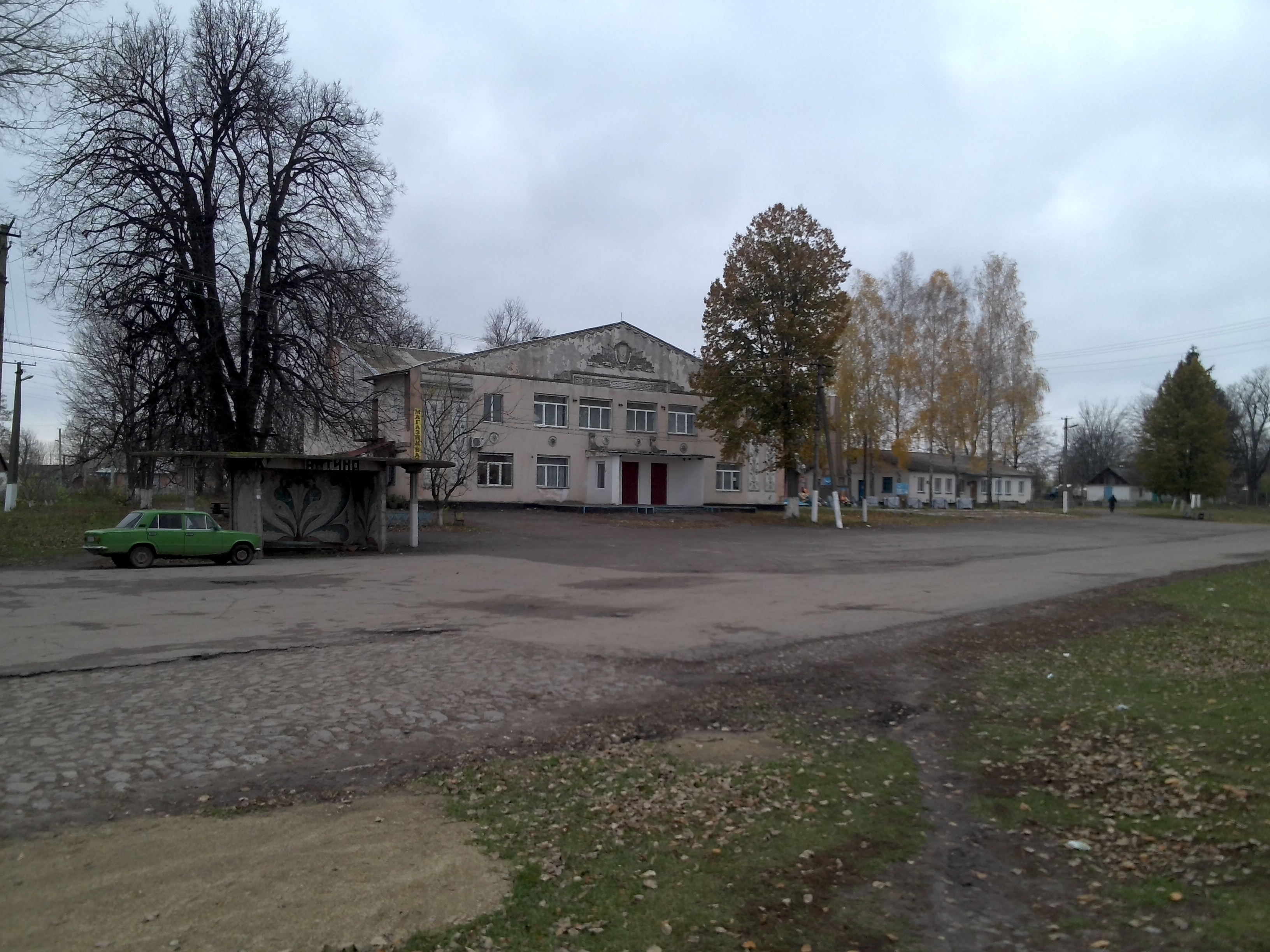
Будинок культури
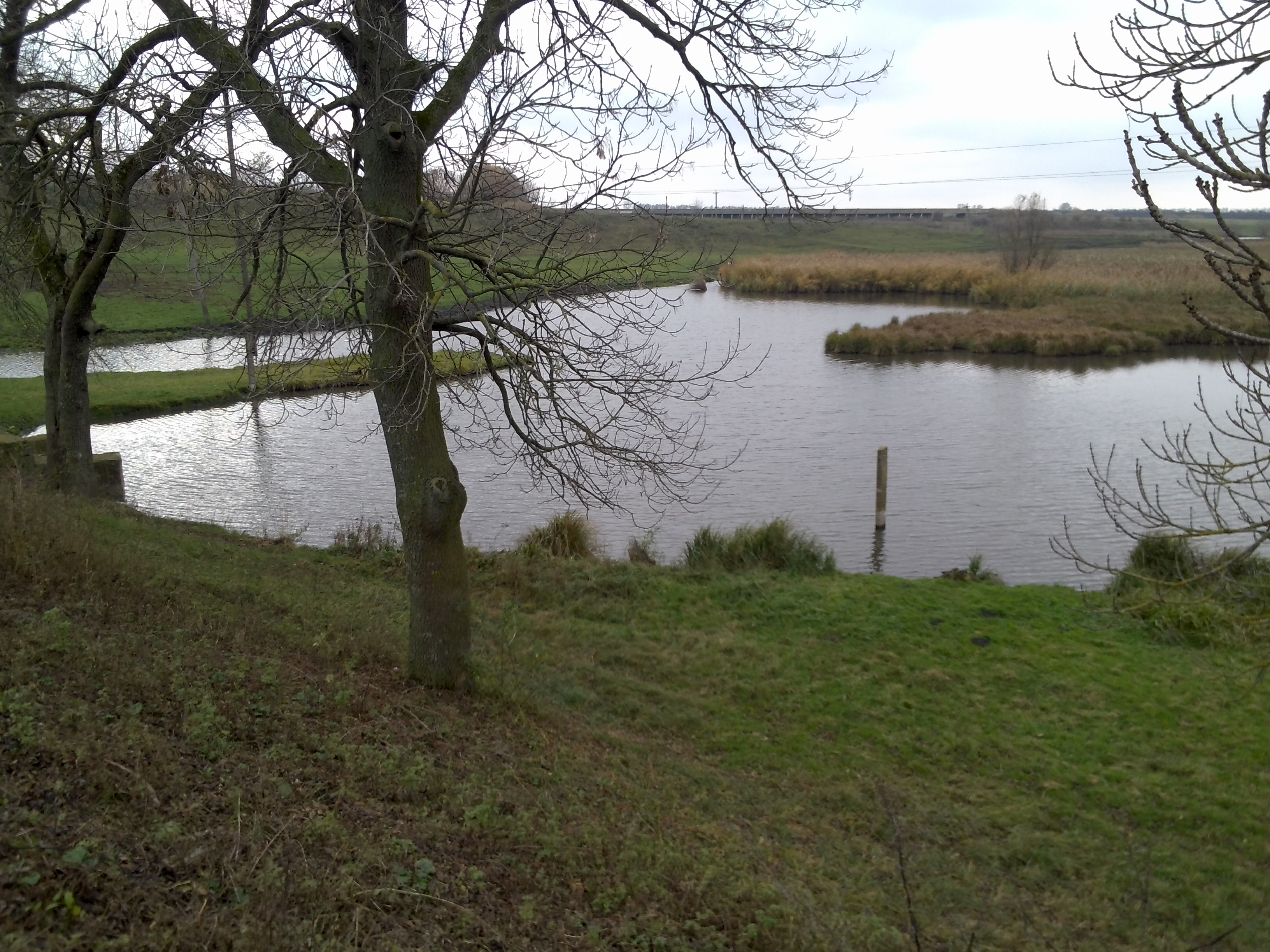
Річка Тиха Руда
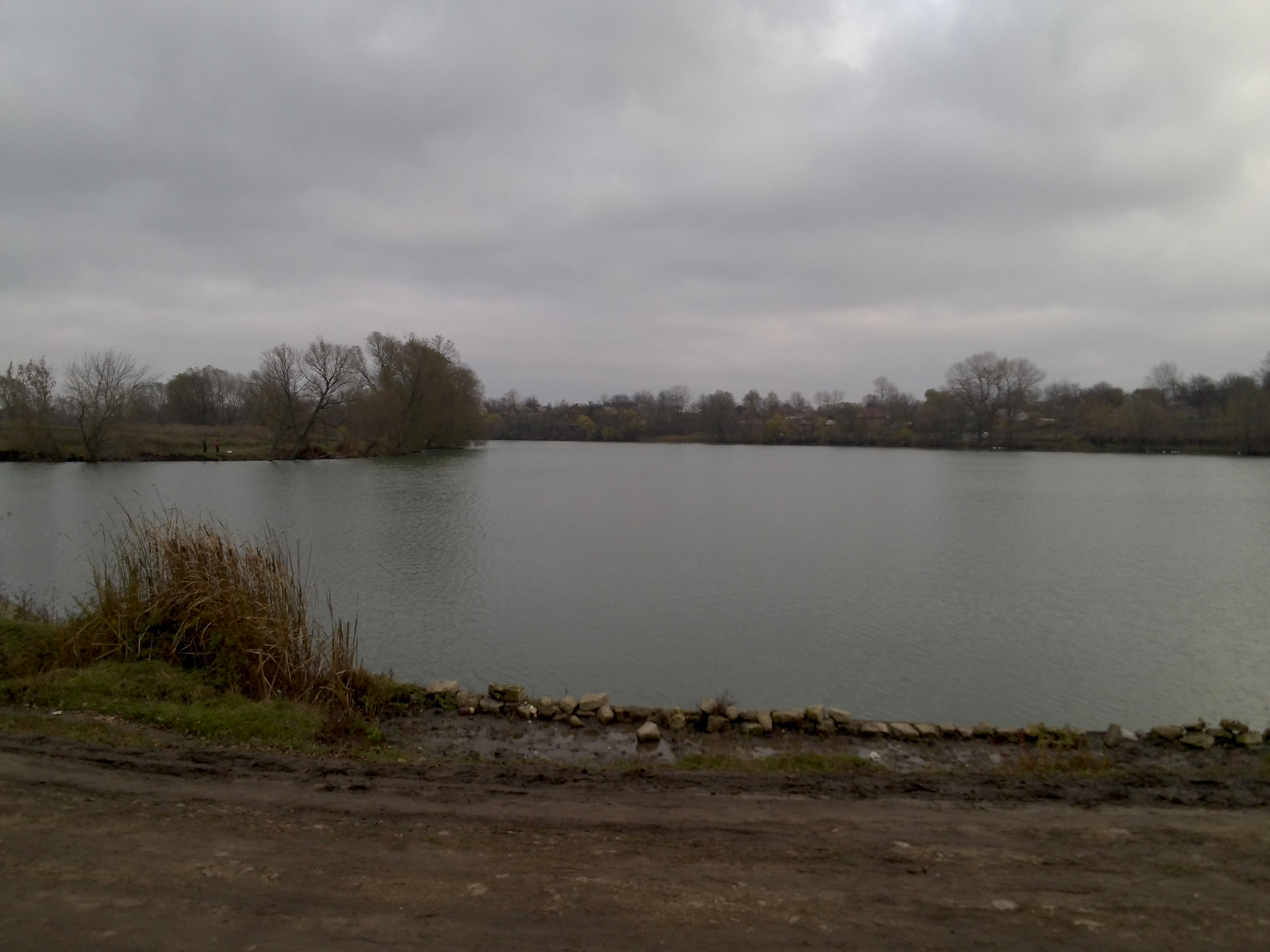
Ставок
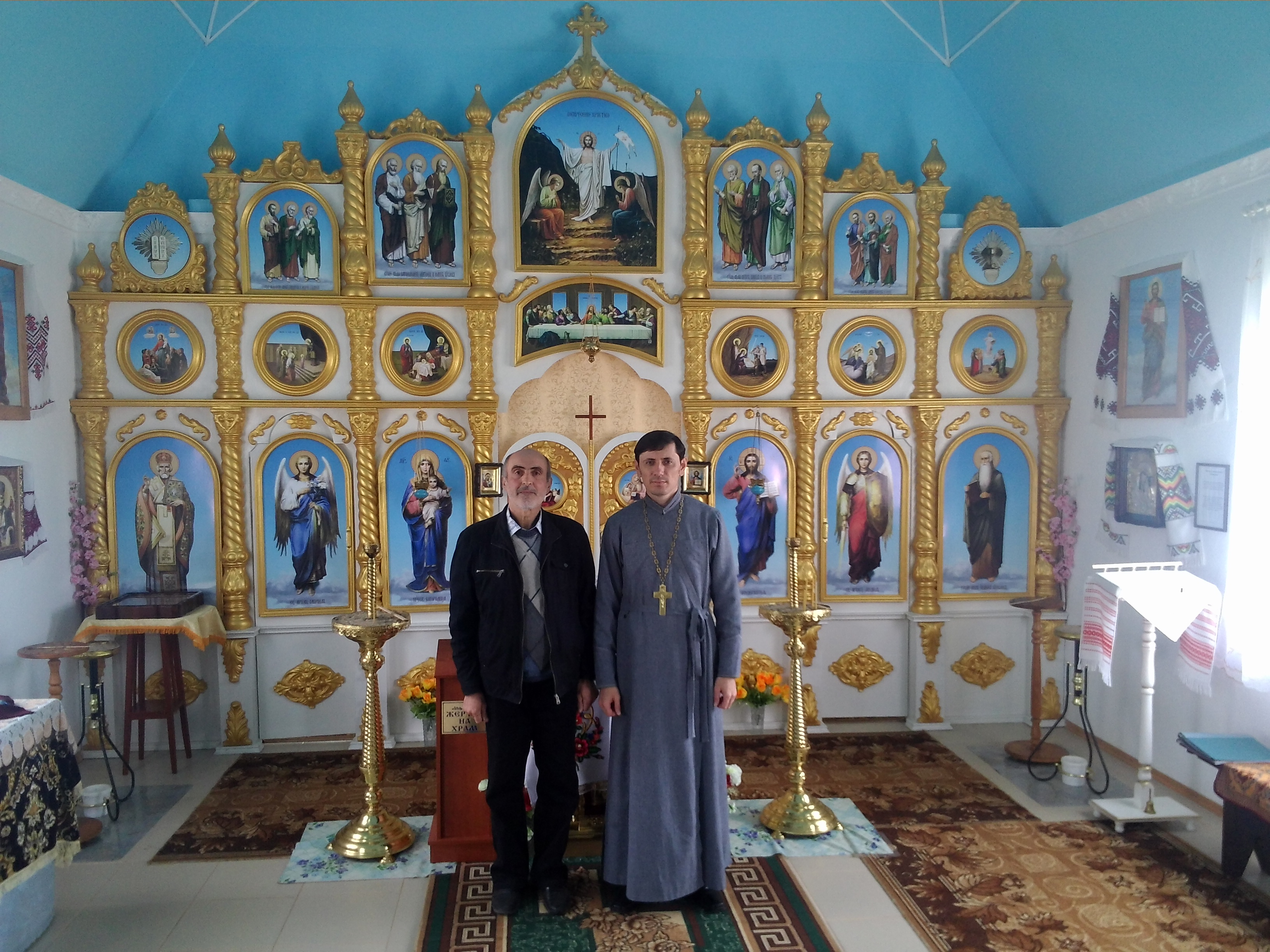
Всередині церкви сільський голова В.М. Дубина та настоятель о. Андрій